# مارک فرنچ
مارک فرنچ (انگلیسی: Mark French؛ زادهٔ ۱۳ اکتبر ۱۹۸۴) دوچرخه‌سوار اهل استرالیا است. وی در بازی‌های المپیک تابستانی ۲۰۰۸ شرکت کرده است.